# Trox doiinthanonensis
Trox doiinthanonensis är en skalbaggsart som beskrevs av Masumoto 1996. Trox doiinthanonensis ingår i släktet Trox och familjen knotbaggar. Inga underarter finns listade i Catalogue of Life.